# 鯉形鱒
鯉形鱒，為輻鰭魚綱鮭形目鮭科的一種，為溫帶淡水魚，被IUCN列為極危保育類動物，分佈於歐洲義大利加尔达湖流域，曾試圖引進德國、紐西蘭復育，但皆失敗，深度100-200公尺，體長可達50公分，棲息在底層水域，以無脊椎動物為食，因汙染及過度捕撈而受到威脅，可做為食用魚。